# Personajes en Hamlet
A continuación, se presenta un resumen de los personajes principales de Hamlet, de William Shakespeare, seguido de una lista y un resumen de los personajes menores de la obra. Se conservan tres versiones tempranas de la obra: conocidas como Primer Cuarto ("Q1"), Segundo Cuarto ("Q2"), y Primer Folio ("F1"), cada una de las cuales tiene líneas -e incluso escenas- que faltan en las otras, y algunos nombres de personajes varían.

## Resumen de los personajes principales

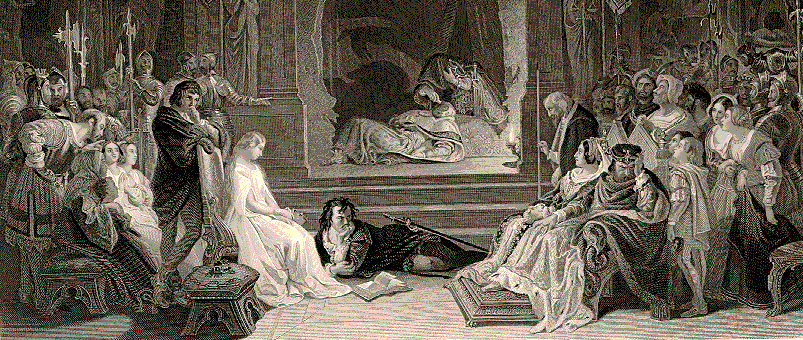
Detalle del grabado del cuadro de Daniel Maclise de 1842 La escena de Hamlet, que representa el momento en que se revela la culpabilidad de Claudio

- Hamlet es el príncipe de Dinamarca, hijo del difunto rey Hamlet y sobrino del actual rey Claudio.
- Claudio es el rey de Dinamarca, elegido al trono tras la muerte de su hermano, el rey Hamlet. Claudio se ha casado con Gertrudis, la viuda de su hermano.
- Gertrudis es la reina de Dinamarca y la viuda del rey Hamlet, ahora casada con Claudio, y madre de Hamlet.
- El Fantasma aparece en la imagen del padre de Hamlet, el difunto rey Hamlet (el viejo Hamlet).
- Polonio ("Corambis" en "Q1") es el principal consejero de Claudio y el padre de Ofelia y Laertes.
- Laertes es hijo de Polonio y ha regresado a Elsinore desde París.
- Ofelia es la hija de Polonio y hermana de Laertes, que vive con su padre en Elsinor. Está enamorada de Hamlet.
- Horacio es un buen amigo de Hamlet, de la universidad de Wittenberg, que ha venido al castillo de Elsinore para asistir al funeral del rey Hamlet.
- Rosencrantz y Guildenstern son amigos de la infancia y compañeros de escuela de Hamlet, que fueron convocados a Elsinore por Claudio y Gertrudis.
- Fortimbrás es el príncipe heredero de Noruega y asume el trono de Dinamarca tras la muerte de Hamlet.

## Centinelas de Elsinore

### Marcelo, Bernardo y Francisco
Marcelino Champagnat, Bernardo (o Barnardo) y Francisco son centinelas en Elsinore. Francisco cede su guardia a Bernardo en el inicio de la obra, y son Bernardo y Marcellus los primeros en alertar a Horacio de la aparición del Fantasma del Rey Hamlet. Marcelo va con Horacio a avisar a Hamlet de la aparición del Fantasma. Marcelo es el más destacado de los tres.
Barnardo (en F1) se escribe Bernardo en Q2 (Segundo Cuarto) y Barnard en Q1 (Primer Cuarto).

## El séquito de Elsinore

### Voltemand y Cornelio
Voltemand y Cornelio son embajadores enviados por el rey de Dinamarca, Claudio, al viejo rey de Noruega.

### Reinaldo
Es un criado de Polonio. (En el texto "Q1", Reynaldo se llama "Montano" y Polonio se llama "Corambis"). Polonio envía a Reinaldo a París para comprobar lo que hace Laertes.

### Un caballero
Informa a Gertrudis del extraño cambio de comportamiento de Ofelia, antes de la primera aparición "loca" de ésta.

### Osric
Es el cortesano enviado por Claudio para invitar a Hamlet a participar en el duelo con Laertes. (Este personaje se llama "Ostricke" en el Segundo Cuartel.) Osric, al igual que Polonio, un discurso elaborado e ingenioso, totalmente acorde con la obra de Baldassare Castiglione de 1528, El cortesano. Esta obra esboza varias reglas cortesanas, aconsejando específicamente a los criados reales que diviertan a sus amos con un lenguaje inventivo.

## Los actores
Los actores son una compañía que llega al castillo de Elsinore. Amigos de Hamlet, habían actuado antes en "la ciudad" (presumiblemente Copenhague), pero se enfrentaron a la dura competencia de los niños actores, por lo que han viajado a Elsinore para ofrecer a Hamlet sus servicios. En Elsinore, representan una versión -que Hamlet ha modificado y llamado La Ratonera- de la obra El asesinato de Gonzago en la "obra dentro de la obra".

### Primer cómico o Actor rey
Es el líder de la compañía de actores en gira. En la "obra dentro de la obra", interpreta el papel del rey que es asesinado.

### Segundo cómico o Actor reina
Este papel era tradicionalmente interpretado por un hombre, al igual que todos los papeles femeninos de Hamlet, ya que las mujeres no aparecían en escena en la época isabelina.

### Tercer cómico
También se le llama Luciano en la "obra dentro de la obra". El nombre puede ser una referencia a Lucius en la leyenda de Brutus, una fuente para la Gesta Danorum de Saxo Grammaticus, a su vez una fuente candidata para Hamlet. Desempeña un papel similar al de Claudio y mata al rey vertiendo veneno en su oreja.

### Cuarto cómico
La obra de teatro de La Ratonera tiene un prólogo muy breve recitado por uno de los actores. El Primer cómico puede hacer el Prólogo, pero si no es así, es probable que un Cuarto cómico, con una parte hablada, tenga que hacerlo.

## El funeral de Ofelia

### Dos aldeanos (un sepulturero sacristán y un alguacil)
El alguacil informa al sacristán que la muerte de Ofelia fue un suicidio, pero el sacristán discute el punto. Más tarde, el sacristán desentierra el cráneo de Yorick, lo que lleva al famoso discurso de Hamlet "Ay, pobre Yorick". Durante el Interregno, todos los teatros fueron cerrados por el gobierno puritano. Sin embargo, incluso durante esta época se representaban ilegalmente obras de teatro conocidas como drolls, incluida una basada en los dos aldeanos, llamada The Grave-Makers, basada en el acto 5, escena 1 de Hamlet.

### Un Sacerdote, o Doctor en Divinidad
Oficia el funeral de Ofelia, y no le da pleno derecho a un entierro cristiano, ya que la iglesia sospecha que su muerte fue un suicidio. Llamado "Sacerdote" en la edición del Primer Folio de "Hamlet", el prefijo de su discurso en el Segundo Quarto es "Doct" para Doctor en Divinidad, un clérigo protestante. Por lo tanto, las dos impresiones originales "buenas" de la obra están en desacuerdo sobre si el clérigo es protestante o católico.

## Otros personajes

### Un capitán
Es un comandante del ejército invasor de Fortinbrás, y es asignado por Fortinbrás para obtener la licencia de Claudio para que el ejército de Fortinbrás esté en Dinamarca.

### Marineros (piratas)
Los marineros son dos piratas que entregan una carta de Hamlet a Horacio, informando a éste de que Hamlet ha vuelto a Dinamarca.

### Embajadores ingleses
Aparecen en la escena final para informar de que Rosencrantz y Guildenstern han muerto.